# 桜本町駅
桜本町駅（さくらほんまちえき）は、愛知県名古屋市南区桜台1丁目にある、名古屋市営地下鉄桜通線の駅である。駅番号はS15。
当駅は、桜通線駅務区今池管区駅が管轄している。

## 歴史
- 1994年（平成6年）3月30日：開業[2]。
- 2011年（平成23年）7月9日：可動式ホーム柵使用開始。
- 2023年（令和5年）4月1日：組織改正により桜通線駅務区桜本町管区駅が廃止、今池管区駅に統合移管。[3]

## 駅構造

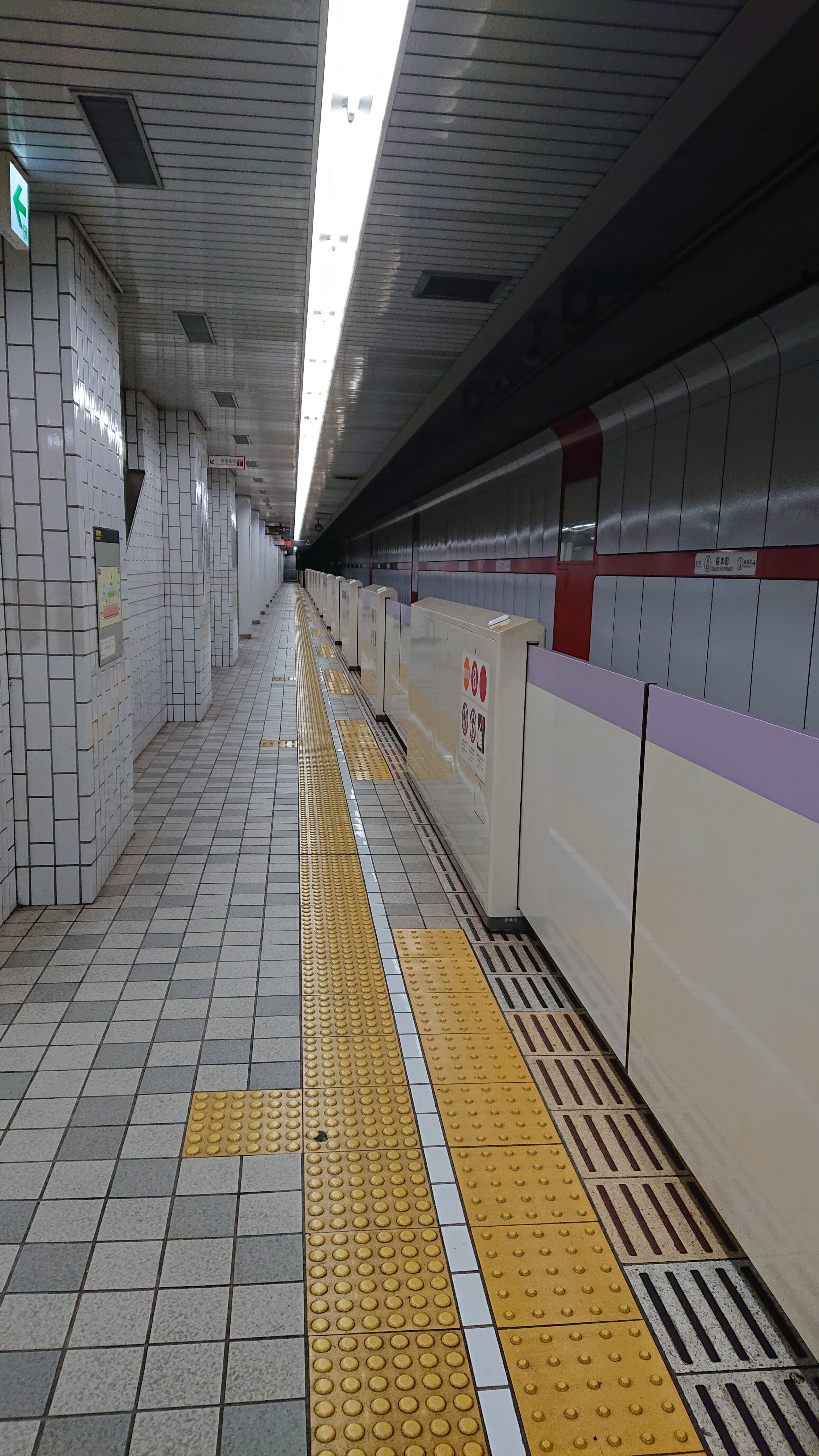
ホーム（2020年9月））

島式1面2線のホームを持つ地下駅で、可動式ホーム柵が設置されている。アクセントカラーは紫色。ホームは20m車8両編成まで対応している。新瑞橋寄りに非常用の片渡り線がある。
桜通線は当駅を出て隣の鶴里駅へ向かう途中、左へ大きくカーブしている。そのため徳重方面へ向かう列車は発車時点ではあまり速度を上げず、徳重方面から来た列車は比較的低速で到着する。
当駅へは南部線の乗り入れ計画があったためホームは地上から約18mの深さにあり、改札口からホームへ向かう階段は途中の踊り場が長めに造られている。改札口周りも広めに造られている。

### のりば
| ホーム | 路線   | 行先                     |
| ------ | ------ | ------------------------ |
| 1      | 桜通線 | 徳重方面                 |
| 2      | 桜通線 | 今池・名古屋・太閤通方面 |

## 駅周辺
駅は名古屋市道名古屋環状線（名古屋環状線）と名古屋市道東海橋線（東海通）が交差する桜本町一丁目交差点よりやや北に進んだ、名古屋環状線の地下に位置している。
笠寺観音（笠覆寺）へは南へ徒歩15分程度。市バス（新瑞13・14・神宮16・南巡回）に乗り換えても行ける。

### 周辺の施設
- 呼続公園
- 桜公園
- 富部神社
- 長楽寺（動物霊園）
- 桜神明社
- 名古屋桜郵便局
- 三十三銀行新郊通支店
- 碧海信用金庫名古屋南支店
- 名古屋市立呼続小学校
- 名古屋市立桜小学校
- 名古屋市立春日野小学校
- 名古屋市立新郊中学校
- 名古屋市立桜台高等学校
- 桜駅 - 名鉄名古屋本線
  - 南へ約徒歩5分。普通列車しか停車しないため乗り換えに利用する人は少ない。
- 環状線（名古屋市道名古屋環状線）
- 東海通（名古屋市道東海橋線）

### バス路線
最寄りの停留所は駅北側にある新郊通三丁目と南側にある桜本町一丁目である。以下の路線が乗り入れ、名古屋市営バス（名古屋市交通局）により運行されている。
名古屋市道名古屋環状線（名古屋環状線）沿いのバス停のうち、新郊通三丁目停の南行き3番のりばは地下鉄1番出入口に、桜本町一丁目停の北行き4番のりばは地下鉄3番出入口にそれぞれ隣接する。
新郊通三丁目バス停
- 神宮16、南巡回：笠寺駅・中京病院経由神宮東門行、中京病院経由神宮東門行
- 新瑞13：鳴尾車庫行、新瑞橋行（右回り・左回り）
- 新瑞14：新瑞橋行、大江町行、ワイルドフラワーガーデン行
- 新瑞15：新瑞橋行、地下鉄鳴子北行

桜本町一丁目バス停
- 名港16：なごや港行、地下鉄鳴子北行
- 神宮16、南巡回：笠寺駅経由神宮東門行、新郊通三丁目経由神宮東門行
- 新瑞13：鳴尾車庫行、新瑞橋行（右回り・左回り）
- 新瑞14：新瑞橋行、大江町行、ワイルドフラワーガーデン行

## 隣の駅
名古屋市営地下鉄
 桜通線
新瑞橋駅 (S14) - 桜本町駅 (S15) - 鶴里駅 (S16)